# Sapca
Sapca war ein russisches Getreidemaß Anfang des 17. Jahrhunderts.  Es war ein Gewichtsmaß. Ob es auch ein Salzmaß war, ist nicht übermittelt. Das Maß wurde durch die Osmina in der zweiten Hälfte des gleichen Jahrhundert abgelöst. Als Moskauer osmina war das Maß in der Region Perm gültig. Hier wich es von dem Volumenmaß Osmina ab und war etwa 1 Pud als rund 16,3 Kilogramm.